# Роберт Гізе
Роберт Гізе (нім. Robert Gysae; 14 січня 1911, Шарлоттенберг — 26 квітня 1989, Вільгельмсгафен) — німецький офіцер-підводник, корветтен-капітан крігсмаріне, адмірал флотилії бундесмаріне. Кавалер Лицарського хреста Залізного хреста з дубовим листям.

## Біографія
1 квітня 1932 року вступив на службу у ВМФ кадетом. Служив на міноносцях «Альбатрос», «Леопард» і Т-107.
У квітні 1940 року переведений у підводний флот. 12 жовтня 1940 призначений командиром підводного човна U-98, на якому здійснив 6 походів (провівши в морі в цілому 194 діб).
23 березня 1942 року прийняв підводний човен U-177. На цьому човні Гізе здійснив 2 тривалих походи — всього 312 діб.
У першому поході в Індійський океан Гізе потопив 14 суден загальною водотоннажністю 87 388 брт.
16 жовтня 1943 року Гізе здав командування, а в січні 1944 року призначений командиром 25-ї (навчальної) флотилії підводних човнів.
У квітні 1945 року під командуванням Гізе був сформований 1-й морський протитанковий полк.
Всього за час військових дій Гізе потопив 25 суден загальною водотоннажністю 146 815 брт і пошкодив 1 судно водотоннажністю 2 588 брт.
У травні 1945 року Гізе був інтернований, але вже через кілька тижнів отримав свободу, після чого був прийнятий на службу на мінний тральщик, який входив ВМС Німеччини, підконтрольних союзникам. При створенні бундесмаріне був включений в його склад, протягом 4 років обіймав посаду військово-морського аташе в США. З 1967 році командир морської дивізії «Нордзе». У березні 1970 року вийшов у відставку.

## Звання
- Кандидат в офіцери (1 квітня 1931)
- Морський кадет (1 квітня 1932)
- Фенріх-цур-зее (1 січня 1933)
- Обер-фенріх-цур-зее (1 січня 1935)
- Лейтенант-цур-зее (1 квітня 1935)
- Оберлейтенант-цур-зее (1 січня 1937)
- Капітан-лейтенант (1 жовтня 1939)
- Корветтен-капітан (1 липня 1943)
- Фрегаттен-капітан (7 грудня 1956)
- Капітан-цур-зее (20 вересня 1960)
- Адмірал флотилії (13 квітня 1967)

## Нагороди
- Медаль «За вислугу років у Вермахті» 4-го класу (4 роки) (2 жовтня 1936)
- Іспанський хрест в бронзі з мечами
- Медаль «У пам'ять 1 жовтня 1938» (20 грудня 1939)
- Залізний хрест 2-го класу (31 травня 1940)
- Кавалер ордена Корони Італії (11 березня 1941)
- Залізний хрест 1-го класу (15 квітня 1941)
- Відзначений у Вермахтберіхт (23 травня 1941)
- Нагрудний знак підводника (31 травня 1941) з діамантами (1943)
- Лицарський хрест Залізного хреста з дубовим листям
  - Лицарський хрест (№ 99 у крігсмаріне і № 43 у підводному флоті; 31 грудня 1941)
  - Дубове листя (№ 250; 31 травня 1943)
- Хрест «За військову доблесть» (Італія) з мечами (25 травня 1943)
- Нагрудний знак «За поранення» в чорному (25 червня 1943)
- Хрест Воєнних заслуг 2-го класу з мечами (1 вересня 1944)
- Фронтова планка підводника в бронзі (1 жовтня 1944)
- Офіцерський хрест ордена «За заслуги перед Федеративною Республікою Німеччина»
- Легіонер Легіона Заслуг (США)